# Агаев, Мурад Александр оглы
Мурад Александр оглы Агаев (азерб. Ağayev Murad Aleksandr oğlu; род. 9 февраля 1993, Ставрополь) — азербайджанский футболист, полузащитник. Выступал в национальной сборной Азербайджана.

## Клубная карьера
В апреле 2012 воспитанник московского клуба ДЮСШ 80 Мурад Агаев подписал контракт на полтора года с клубом высшего дивизиона чемпионата Азербайджана — ФК «Сумгаит».
В июне 2013 года Агаев подписал двухлетний контракт с клубом азербайджанской Премьер-лиги «АЗАЛ» из города Баку.

## Карьера в сборной
В составе юношеской сборной Азербайджана среди футболистов до 19 лет, в 2011 году, провёл три матча в квалификационном раунде Чемпионата Европы 2013, записав при этом в свой актив один забитый мяч.
Дебют в составе национальной сборной Азербайджана состоялся 24 февраля 2012 года в товарищеском матче со сборной Сингапура, завершившейся в ничью со счётом 2:2.